# Obdulia Alvaredo de Blanco Silva
Obdulia Alvaredo de Blanco Silva fue una política argentina del Partido Peronista Femenino. Se desempeñó como diputada nacional por la provincia Presidente Perón (actual Chaco) entre 1953 y 1955, incorporándose al primer grupo de mujeres legisladoras en Argentina con la aplicación de la Ley 13.010 de sufragio femenino.

## Actividad legislativa
Cuando se constituyó la nueva provincia Presidente Perón (actual Chaco), en 1952 se realizaron elecciones legislativas complementarias en ese distrito. Allí fue candidata del Partido Peronista Femenino y se integró a las 26 mujeres ya elegidas en 1951 a la Cámara de Diputados de la Nación Argentina, asumiendo el 25 de abril de 1953. En dicha elección también se eligieron otros tres diputados de la misma provincia. Fue la primera mujer en representar a su provincia en la cámara baja del Congreso de la Nación.
Fue vocal en la comisión de Justicia y en la comisión de Educación.
Había sido elegida hasta 1958 pero permaneció en el cargo hasta septiembre de 1955, cuando su mandato fue interrumpido por el golpe de Estado de la autoproclamada Revolución Libertadora.